# Ilia Topuria
Ilia Topuria (Halle, 21 de janeiro de 1997) é um lutador profissional de artes marciais mistas georgiano e espanhol. Atualmente compete na divisão dos leves do Ultimate Fighting Championship (UFC), em que é o campeão do peso-leve e ex-campeão dos penas. Tornou-se o primeiro atleta georgiano a conquistar um título no UFC. Em 1 de julho de 2025, ele ocupa a 1ª posição no ranking peso por peso masculino do UFC.

## Biografia
Topuria nasceu em Halle, Westfália, na Alemanha, filho de pais georgianos refugiados da Abecásia. Aos sete anos de idade, mudou-se com a família para a Geórgia, onde começou a praticar luta greco-romana em uma escola local. Após a Guerra Russo-Georgiana, aos 15 anos, a família se mudou novamente, desta vez para Alicante, na Espanha. Em 2015, estreou como lutador profissional em competições locais. Ilia tem um irmão mais velho, Aleksandre Topuria, que também é lutador profissional de artes marciais mistas e está contratado pelo UFC.

## Carreira no MMA

### Início de carreira
Topuria aos quinze anos, quando mudou-se para Alicante, começou a treinar artes marciais mistas na academia Climent Club. Em nível amador, conquistou o campeonato de Arnold Schwarzenegger, o Arnold Fighters e um vice-campeonato europeu de jiu-jitsu brasileiro na categoria júnior.
Topuria iniciou sua trajetória profissional com quatro vitórias consecutivas por finalização no circuito regional da Espanha, conquistando um cinturão na promoção Mix Fight Events. Em 2018, participou de sua primeira luta internacional no evento Cage MMA Finland na Finlândia. No mesmo ano, em maio, tornou-se, ao lado de seu irmão Aleksandre Topuria, o primeiro georgiano a receber a faixa-preta em jiu-jitsu brasileiro. Meses depois, teve a oportunidade de disputar o cinturão peso galo do Cage Warriors, na Lotto Arena, em Antuérpia, Bélgica. No entanto, não bateu o peso acordado, e embora tenha vencido a luta de forma rápida, não pôde conquistar o cinturão.
Em 2019, assinou contrato com a Brave Combat Federation. Estreou na promoção em Bogotá, Colômbia, derrotando Luis Gomez ainda no primeiro round com uma finalização, o que lhe rendeu o prêmio de melhor performance da noite. Em 15 de novembro de 2019, no Bahrein, conquistou sua segunda vitória na Brave ao nocautear Steven Goncalves no primeiro round.

### Ultimate Fighting Championship
Topuria realizou sua estreia no UFC como substituto de Seung Woo Choi, aceitando uma luta de última hora contra Youssef Zalal em 11 de outubro de 2020, no evento UFC Fight Night: Moraes vs. Sandhagen. Topuria venceu a luta por decisão unânime.
Topuria enfrentou Damon Jackson em 5 de dezembro de 2020, no evento UFC on ESPN: Hermansson vs. Vettori. Ele venceu a luta por nocaute no primeiro round.
Topuria enfrentou Ryan Hall em 10 de julho de 2021, no evento UFC 264. Ele venceu a luta por nocaute no primeiro round.
Topuria estava escalado para enfrentar Movsar Evloev em 22 de janeiro de 2022, no evento UFC 270. No entanto, Evloev se retirou do combate por motivos não revelados e foi substituído por Charles Jourdain. Ainda assim, Topuria acabou sendo retirado do card devido a um problema médico relacionado ao corte de peso, e a luta foi cancelada.
Topuria enfrentou Jai Herbert, substituindo Mike Davis, em 19 de março de 2022, no evento UFC Fight Night: Volkov vs. Aspinall. Ele sofreu um knockdown após um chute na cabeça no primeiro round, mas se recuperou e venceu a luta por nocaute no segundo round. Com essa vitória, recebeu o prêmio de Performance da Noite.
Topuria estava escalado para enfrentar Edson Barboza em 29 de outubro de 2022, no evento UFC Fight Night: Kattar vs. Allen. No entanto, Barboza se retirou do confronto no final de setembro devido a uma lesão no joelho, e a luta foi cancelada.
Topuria enfrentou Bryce Mitchell em 10 de dezembro de 2022, no evento UFC 282. Ele venceu a luta por finalização no segundo round. Com essa vitória, recebeu seu segundo prêmio de Performance da Noite.
Topuria estava inicialmente escalado para enfrentar Josh Emmett em 17 de junho de 2023, no evento UFC on ESPN: Vettori vs. Cannonier. No entanto, a organização posteriormente anunciou que a luta foi remarcada para ser a luta principal do evento UFC on ABC: Emmett vs. Topuria, em 24 de junho de 2023. Topuria venceu o combate por decisão unânime. A luta lhe rendeu o prêmio de Luta da Noite.

### Campeão Peso-Pena do UFC
Em outubro de 2023, Topuria estava escalado para enfrentar Alexander Volkanovski no dia 20 de janeiro de 2024, pelo cinturão peso-pena do UFC, no evento UFC 297. Porém, com apenas dez dias de antecedência, devido a uma lesão de Charles Oliveira, Volkanovski foi remanejado para enfrentar Islam Makhachev pelo cinturão peso-leve do UFC no UFC 294, em 21 de outubro de 2023, e foi nocauteado no primeiro round. Como consequência, a luta entre Topuria e Volkanovski foi adiada em um mês, passando a ser a luta principal do UFC 298, realizado em 17 de fevereiro de 2024. Topuria conquistou o cinturão peso-pena ao nocautear Volkanovski no segundo round, encerrando o reinado de quatro anos do campeão. Esta luta lhe rendeu o prêmio de Performance da Noite.
Topuria defendeu seu cinturão peso-pena do UFC contra o ex-campeão Max Holloway em 26 de outubro de 2024, no evento UFC 308. Ele venceu a luta por nocaute no terceiro round, causando a primeira derrota por nocaute na carreira de Holloway. Essa luta lhe rendeu mais um prêmio de Performance da Noite.

### Abdicação do cinturão
Apesar dos rumores de uma revanche entre Topuria e Volkanovski, em 19 de fevereiro de 2025 foi anunciado que Topuria abriria mão do seu cinturão peso-pena do UFC assim que a luta principal do UFC 314 começasse. O presidente do UFC, Dana White, explicou a decisão inesperada de Topuria, citando dificuldades no corte de peso, falta de interesse na concorrência da divisão e o desejo de subir permanentemente para a categoria peso-leve.

### Campeão Peso-Leve do UFC
Topuria enfrentou o ex-campeão peso-leve do UFC, Charles Oliveira, pelo cinturão peso-leve vago no dia 28 de junho de 2025, no UFC 317. Ele derrotou Oliveira por nocaute aos 2 minutos e 27 segundos do primeiro round para conquistar o Cinturão Peso-Leve do UFC, tornando-se o décimo campeão de duas divisões na história da organização. A luta também lhe rendeu mais um prêmio de Performance da Noite.

## Estilo de luta e personalidade
Inicialmente chegando ao UFC com uma forte base em jiu-jitsu brasileiro, Topuria dedicou-se a aprimorar seu jogo em pé, desenvolvendo uma abordagem voltada para o boxe sob a orientação de treinadores experientes. Seu estilo de boxe é marcado pela seleção precisa dos golpes, combinações fluidas e poder notável, aspectos que ficaram evidentes em suas vitórias por nocaute sobre Max Holloway e Alexander Volkanovski em 2024. A execução do boxe por Topuria é estratégica, utilizando seu jogo de pés e posicionamento para preparar golpes limpos e decisivos. Ele cita o estilo mexicano de boxe, particularmente o de Canelo Álvarez, como uma grande inspiração para seu striking, adaptando seus princípios ao MMA.
Topuria adota uma postura provocadora, utilizando o trash talk como uma ferramenta para desestabilizar adversários e gerar interesse em suas lutas.

### Paddy Pimblett
Uma das rivalidades mais notórias de Topuria é com o lutador britânico Paddy Pimblett. Tudo começou em 2022, quando Pimblett fez comentários depreciativos sobre a Geórgia. Em resposta, Topuria confrontou Pimblett em um hotel durante a semana do UFC Londres, resultando em um incidente no qual Pimblett atirou uma garrafa de álcool em gel em sua direção. Topuria então tentou acertá-lo com um soco, iniciando uma breve confusão. A tensão entre os dois culminou em uma altercação durante uma coletiva de imprensa do UFC 282, onde ambos trocaram insultos e precisaram ser separados por seguranças.

### Alexander Volkanovski
Na promoção para o UFC 298, Topuria adotou uma postura extremamente provocadora com o objetivo de desestabilizar o campeão Alexander Volkanovski. O ápice ocorreu na coletiva de imprensa, quando Volkanovski, em resposta às provocações, apareceu vestido e atuando como um idoso, uma alusão direta às falas de Topuria sobre sua suposta decadência física. Em um momento icônico, o desafiante pegou o cinturão que estava sobre a mesa ao lado do campeão e o ergueu diante de todos, repetindo a famosa cena protagonizada por Conor McGregor contra José Aldo em 2015. Apesar da postura agressiva, na encarada final ambos demonstraram respeito mútuo: apertaram as mãos e posaram juntos para as câmeras, sem qualquer conflito físico. Esse contraste entre provocação e respeito reforça a percepção de que seu comportamento midiático é estratégico, voltado a gerar engajamento e atrair o público.

### Max Holloway
Mesmo já tendo conquistado o cinturão, Ilia Topuria protagonizou uma intensa rivalidade com o ex-campeão Max Holloway durante a promoção do UFC 308. Em entrevistas e coletivas de imprensa, os dois trocaram provocações, com Holloway chegando a chamá-lo de “cópia do Conor McGregor”. Topuria, por sua vez, ironizou a icônica cena do UFC 300 em que Holloway apontou para o centro do octógono e chamou Justin Gaethje para a trocação franca nos segundos finais da luta, prometendo fazer o mesmo, mas logo no início do combate. E cumpriu: nos primeiros segundos, apontou para o centro do cage desafiando Holloway, que recusou com um gesto zombeteiro, simulando segurar uma capa de toureiro. O confronto seguiu equilibrado até o terceiro round, quando Topuria aplicou um nocaute brutal, tornando-se o primeiro lutador a apagar Holloway em toda a sua carreira. Após a vitória, demonstrou respeito ao adversário, elogiando-o como um dos maiores da história da divisão e ressaltando mais uma vez que o trash talk fez parte do espetáculo.

### Conor McGregor
Durante a ascensão de Topuria após o UFC 298, sua relação com Conor McGregor se transformou em uma série de conflitos públicos. Inicialmente, quando desafiou McGregor para uma super luta em Madrid no Santiago Bernabéu, o irlandês rebateu com ironia, dizendo: “Tenho uns tomates enormes, tenho quatro filhos”. Desde então, Topuria passou a criticar duramente McGregor: chamou-o de “lutador falso” e afirmou que McGregor perdeu os valores que o consagraram, declarando que ele “traiu todos os valores” e agora representa mais bebidas e drogas do que o esporte. O georgiano chegou a comentar que sentiu uma "energia terrível" e uma “aura vindo do inferno” ao encontrar McGregor pela primeira vez em 2021. Nos últimos meses, intensificou ainda mais o tom das críticas, dizendo que o ex-campeão precisaria “nascer de novo” caso ainda quisesse competir com ele, criticando diretamente a condição física e a imagem pública de McGregor.
Em 4 de janeiro de 2023, Topuria se envolveu em um incidente fora do octógono enquanto jogava em um fliperama num bar na Espanha. De acordo com imagens divulgadas, um homem o empurrou duas vezes, levando Topuria a reagir com uma sequência de socos após ser provocado. A confusão durou poucos segundos e foi rapidamente contida por outras pessoas presentes no local.

## Vida pessoal
Topuria fala fluentemente georgiano e também um pouco de mingreliano. Ele e sua companheira têm um filho, nascido em 2019, e uma filha, nascida em 2024.
Topuria é cristão.

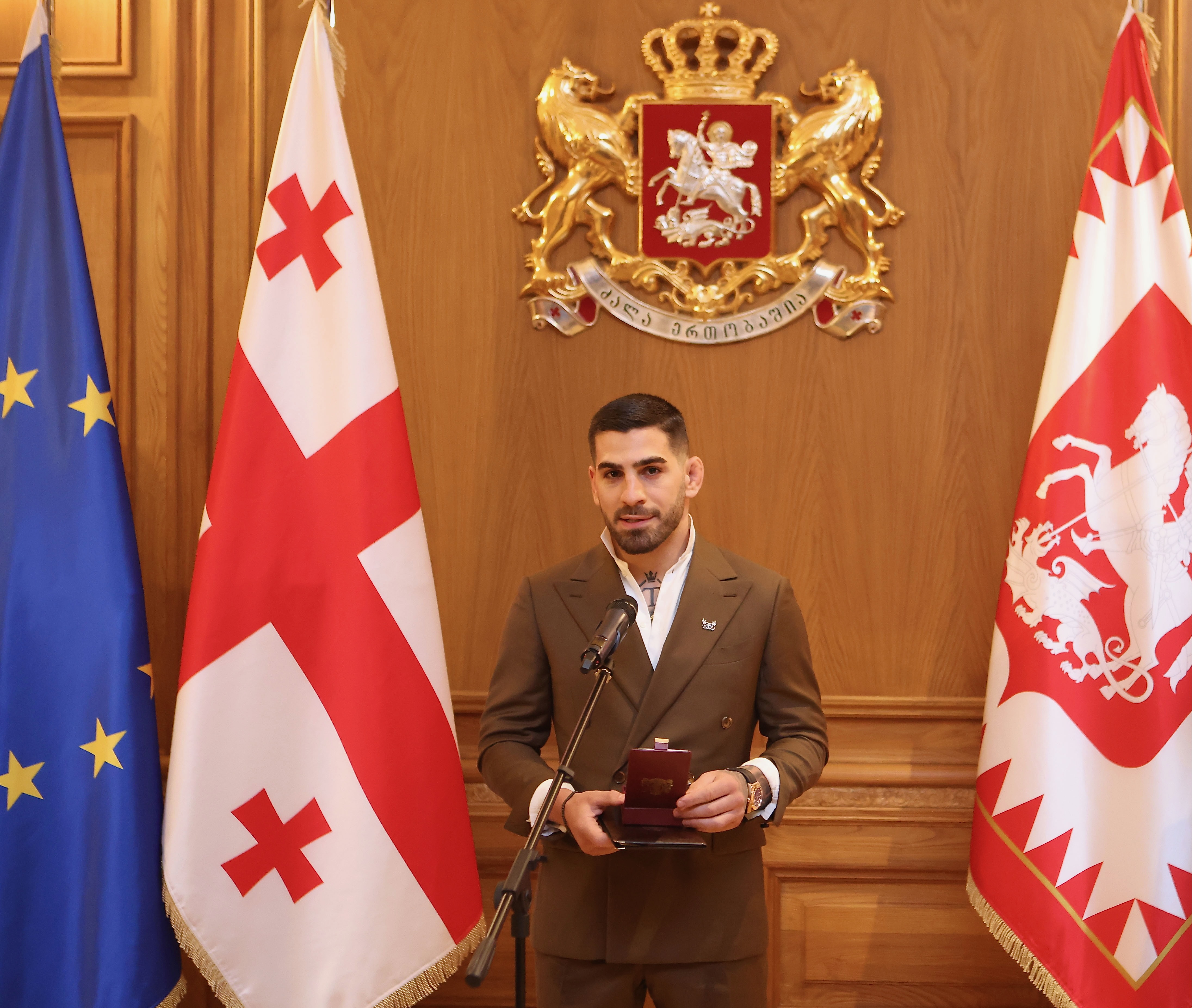
Topuria recebendo uma condecoração do Presidente da Geórgia no Palácio Orbeliani.

O irmão mais velho de Topuria, Aleksandre, também é lutador de artes marciais mistas e estreou no UFC em fevereiro de 2025, no UFC 312.
Em 5 de março de 2024, Topuria obteve a cidadania espanhola, conforme anunciado em coletiva do Conselho de Ministros da Espanha.
No dia 21 de março de 2024, Topuria recebeu a Ordem de Honra das mãos do presidente da Geórgia, no Palácio Orbeliani, em Tbilisi. Na mesma data, o primeiro-ministro georgiano, Irakli Kobakhidze, anunciou que o governo garantiria que Ilia manteria a cidadania georgiana, tornando-o cidadão duplo da Geórgia e da Espanha.
Ilia Topuria tem uma forte ligação com o mundo do futebol. Torcedor do Real Madrid, em fevereiro de 2024, logo após conquistar o cinturão peso-pena do UFC, ele foi homenageado pelo clube durante uma partida contra o Sevilla no estádio Santiago Bernabéu, chegando a dar o pontapé inicial da partida, em um momento histórico para um lutador de MMA.
Topuria mantém uma amizade próxima com o ex-jogador do Real Madrid, Sergio Ramos. Antes mesmo de se tornar campeão, Ramos já acompanhava Topuria, assistindo na primeira fila sua luta contra Josh Emmett. Após a vitória de Topuria sobre Max Holloway no UFC 308, eles celebraram juntos nos bastidores, reforçando essa conexão entre o MMA e o futebol.
Porém, Topuria também se envolveu em algumas polêmicas relacionadas ao mundo do futebol. Entre elas, uma discussão tensa com Cristiano Ronaldo, após críticas feitas pelo jogador português. Ronaldo chegou a sugerir que Topuria "fala demais" e questionou sua vitória sobre Alexander Volkanovski. Em resposta, Topuria expressou surpresa pela falta de discernimento de Ronaldo entre confiança e arrogância, deixando claro seu posicionamento firme diante das críticas.

## Campeonatos e realizações

### Artes Marciais Mistas
- Ultimate Fighting Championship
  - Campeão Peso-Leve do UFC (uma vez, atual)
    - Primeiro campeão de duas divisões com cartel invicto.[91]

  - Campeão Peso-Pena do UFC (uma vez)
    - Uma defesa de título bem-sucedida vs. Max Holloway[47]
    - Primeiro campeão georgiano na história do UFC

  - Performance da Noite (cinco vezes) vs. Jai Herbert, Bryce Mitchell, Alexander Volkanovski, Max Holloway e Charles Oliveira[30][35][44][47][54]
  - Luta da Noite (uma vez)  vs. Josh Emmett[39]
  - UFC Honors Awards
    - 2024: Indicado a Performance do Ano – Escolha do Presidente vs. Alexander Volkanovski[92] & Indicado a Performance do Ano – Escolha do Presidente vs. Max Holloway[92]

  - UFC.com Awards
    - 2020: 8º lugar em Revelação do Ano[93]
    - 2022: 7º lugar em Nocaute do Ano vs. Jai Herbert[94] & 9º lugar em Finalização do Ano vs. Bryce Mitchell[95]
    - 2024: Lutador do Ano (empatado  Alex Pereira)[96], 2º lugar em Nocaute do Ano  vs. Max Holloway & 6º lugar em Nocaute do Ano  vs. Alexander Volkanovski[97]

- Mix Fight Events
  - Campeão Peso-Pena do MFE (uma vez)
- MMAjunkie.com
  - Dezembro de 2022: Finalização do Mês vs. Bryce Mitchell[98]
- BodySlam.net
  - 2024: Lutador do Ano[99]

## Cartel no MMA
| Cartel no MMA   |             |           |
| 17 lutas        | 17 vitórias | 0 derrota |
| Por nocaute     | 7           | 0         |
| Por finalização | 8           | 0         |
| Por decisão     | 2           | 0         |

| Res.    | Cartel | Oponente                  | Método                                 | Evento                                | Data       | Round | Tempo | Local                 | Notas                                                                                                   |
| ------- | ------ | ------------------------- | -------------------------------------- | ------------------------------------- | ---------- | ----- | ----- | --------------------- | --- |
| Vitória | 17-0   | Charles Oliveira          | Nocaute (socos)                        | UFC 317: Topuria vs. Oliveira         | 28/06/2025 | 1     | 2:27  | Las Vegas, Nevada     | Retorno aos Leves; Ganhou o Cinturão Peso Leve Vago do UFC; Performance da Noite.                       |
| Vitória | 16-0   | Max Holloway              | Nocaute (socos)                        | UFC 308: Topuria vs. Holloway         | 26/10/2024 | 3     | 1:34  | Abu Dhabi             | Defendeu o Cinturão Peso Pena do UFC; Performance da Noite; Abdicou do cinturão em 12 de abril de 2025. |
| Vitória | 15-0   | Alexander Volkanovski     | Nocaute (soco)                         | UFC 298: Volkanovski vs. Topuria      | 17/02/2024 | 2     | 3:32  | Anaheim, Califórnia   | Ganhou o Cinturão Peso Pena do UFC; Performance da Noite.                                               |
| Vitória | 14-0   | Josh Emmett               | Decisão (unânime)                      | UFC on ABC: Emmett vs. Topuria        | 24/07/2023 | 5     | 5:00  | Jacksonville, Florida | Luta da Noite.                                                                                          |
| Vitória | 13-0   | Bryce Mitchell            | Finalização (triângulo de braço)       | UFC 282: Błachowicz vs. Ankalaev      | 10/12/2022 | 2     | 3:10  | Las Vegas, Nevada     | Retornou aos Penas; Performance da Noite.                                                               |
| Vitória | 12-0   | Jai Herbert               | Nocaute (socos)                        | UFC Fight Night: Volkov vs. Aspinall  | 19/03/2022 | 2     | 1:07  | Londres               | Estreia nos Leves; Performance da Noite.                                                                |
| Vitória | 11-0   | Ryan Hall                 | Nocaute (socos)                        | UFC 264: Poirier vs. McGregor 3       | 11/07/2021 | 1     | 4:47  | Las Vegas, Nevada     | |
| Vitória | 10-0   | Damon Jackson             | Nocaute (soco)                         | UFC on ESPN: Hermansson vs. Vettori   | 05/12/2020 | 1     | 2:38  | Las Vegas, Nevada     | |
| Vitória | 9-0    | Youssef Zalal             | Decisão (unânime)                      | UFC Fight Night: Moraes vs. Sandhagen | 10/10/2020 | 3     | 5:00  | Abu Dabi              | Estreia no UFC.                                                                                         |
| Vitória | 8-0    | Steven Goncalves          | Nocaute (soco)                         | BRAVE CF 29                           | 15/11/2019 | 1     | 3:42  | Bahrein               | |
| Vitória | 7-0    | Luis Gómez                | Finalização (triângulo)                | BRAVE CF 26                           | 07/09/2019 | 1     | 1:15  | Bogotá                | Retornou aos Penas.                                                                                     |
| Vitória | 6-0    | Brian Bouland             | Finalização (estrangulamento anaconda) | Cage Warriors 94                      | 16/07/2018 | 1     | 1:39  | Antuérpia             | Pelo Cinturão Peso Pena Vago do Cage Warriors; Topuria falhou o peso e não pôde ganhar o cinturão.      |
| Vitória | 5-0    | Mika Hamalainen           | Finalização (guilhotina montada)       | CAGE 43                               | 28/04/2018 | 1     | 3:35  | Helsínquia            | Estreia nos Galos.                                                                                      |
| Vitória | 4-0    | Jhon Guarin               | Finalização (guilhotina)               | Mix Fights Events 2                   | 05/11/2016 | 2     | 2:50  | Valencia              | Ganhou o Cinturão Peso Pena Vago do MFE.                                                                |
| Vitória | 3-0    | Daniel Vásquez            | Finalização (mata leão)                | Mix Fights Events                     | 05/07/2016 | 1     | 1:50  | Valencia              | Luta em Peso Casado (63 kg).                                                                            |
| Vitória | 2-0    | Kalil Martin              | Finalização (mata leão)                | Climent Show MMA 4                    | 09/05/2015 | 1     | 1:03  | Alicante              | |
| Vitória | 1-0    | Francisco Javier Asprilla | Finalização (triângulo)                | West Coast Warriors                   | 04/04/2015 | 1     | 3:30  | Valencia              | |
| Fonte:  |        |                           |                                        |                                       |            |       |       |                       | |

## Lutas em pay-per-view
| N. | Evento  | Luta                    | Data                    | Local        | Cidade              | Vendas de PPV |
| -- | ------- | ----------------------- | ----------------------- | ------------ | ------------------- | ------------- |
| 1. | UFC 298 | Volkanovski vs. Topuria | 17 de fevereiro de 2024 | Honda Center | Anaheim, California | Não divulgado |
| 2. | UFC 308 | Topuria vs. Holloway    | 26 de outubro de 2024   | Etihad Arena | Abu Dhabi           | Não divulgado |